# Никодим Андреу
Никодим (на гръцки: Νικόδημος, Никодимос) е гръцки духовник, митрополит на Цариградската патриаршия.

## Биография
Роден е на 23 август 1857 година на остров Тенедос със светското име Панайотис Андреу Комнинос (Παναγιώτης Ανδρέου Κομνηνός) в семейството на Андреас Комнинос и Ариадни Константину, сестра на митрополит Никодим Воденски. Посещава начално училище в Цариград. Завършва Халкинската семинария в 1882 година. На 26 септември 1885 година е ръкоположен за дякон от митрополит Агатангел Ефески.

## Мириофитски и перистаски епископ
На 28 февруари 1891 г. по предложение на Герман Ираклийски е избран за епископ на Мириофитската и Перистаска епископия в тракийския град Мириофито, част от диоцеза на Ираклийската митрополия. Конкуренти са му архимандрит Генадий Комнинос и преподавателят от Хиос Диодорос. Ръкоположен е в патриаршеската църква „Свети Георги“ на 17 март 1891 година от митрополит Герман Ираклийски в съслужение с митрополитите Доротей Белградски, Никодим Мраморноостровен и епископ Фотий Галиполски. На катедрата се представя като „благоразумен, диалогичен, добродетеле и отличен оратор“. Никодим остава в епархията до април 1894 г., когато подава оставка поради финансови причини.
След оставката си се установява в Цариград, където проповядва в църквата „Христос Спасител“ в квартал Галата. През февруари 1896 г. става главен свещеник на храма. На 18 юли 1896 г. Светият Синод го назначава за викарен епископ на митрополит Василий Веленски и Коницки, но Никодим не заминава за назначението и подава оставка по здравословни причини, приета през септември 1896 година. Една година по-късно, през октомври 1897 г., Никодим е отново назначен във Веленска и Коницка епархия, където остава до избирането му за воденски митрополит на 1 май 1899 година. Конкуренти на изборите са му Герман Хариуполски и Мелисин Памфилски. Воденските гръцки първенци, когато разбират за избора му, изпращат телеграма с благодарност до вселенския патриарх и поздрави до новия си йерарх. Гръцкото посолство обаче реагира остро на този избор и секретарят Залокостас протестира пред патриарха за назначаването му във Воден и заявява на Никодим, че го смята за неадекватен за епархия като Воденската. Никодим заявява пред гръцкия служител, че ще работи за гръцките национални идеали и в крайна сметка заминава за Воден в началото на юни 1899 година.

## Воденски митрополит
Никодим остава на воденската катедра от 1899 до 1904 година. При управлението му се развихря гръцко-българският въоръжен сблъсък в Южна Македония и Никодим изглежда не успява да се справи с възникналите проблеми и се появяват търкания с паството му. Консулът Евгениос Евгениадис първоначално дава положителна оценка на Никодим като интелигентен и грамотен и добър партньор на консулството. По-късно обаче тази оценка се променя, когато консулството разбира, че чрез сътрудничеството с него владиката се опитва да събере повече пари. Директорът на гръцкото училище във Воден и секретар на гръцкия революционен комитет Атанасиос Франгос също свидетелства за лошите отношения между владиката и гъркоманските първенци. Ръководството на гръцката община в града пише писмо до патриарха, в което се оплаква, че Никодим пренебрегва задълженията си и се занимава само с придобиването на имущество. Вселенската патриаршия през октомври 1901 година изпраща във Воден като екзарх Константий Берски, който в доклада си до патриаршията пише, че оплакванията не са сериозни. След напускането на екзарха, Никодим кани на среща 80 първенци, но се явяват само 20 и между тях не се постига съгласие. На 27 февруари 1902 г. Никодим е избран за член на Светия Синод за годините 1902-1903 и единодушно е оправдан по обвиненията срещу него. Патриарх Йоаким III Константинополски информира за решението на Синода Воденската община и препоръчва на първенците да изоставят партизанщината и да работят за развитието на църковните и образователни институции. Така с изтеглянето на Никодим в Цариград кризата е разрешена.
За заместник на Никодим, който заминава за Цариград на 21 април 1902 година, е избран епископ Антим Севастийски, но Никодим прави появата му във Воден невъзможна и вместо него на 5 юни 1902 година е назначен за епископ бившият йерисовски и светогорски митрополит Иларион. Никодим не одобрява избора на Иларион, защото иска да управлява сам епархията си от Цариград. Затова след пристигането на Иларион не одобрява изборите за нов съвет на общината, като се позовава на нередности в изборния процес. Старейшините обаче, в писмо до гръцкото консулство на 19 юли 1902 г. приветстват изборите и заявяват, че те слагат край на разпада на общината, към който е водена от политиката на Никодим на незаинтересованост от състоянието на епархията. Никодим иска отмяна на изборите от Светия Синод, но той, признаваки наличието на нередности, в крайна сметка потвърждава избора на старейшините предвид критичността на ситуацията във Воден. Иларион, принуден да изпълнява нарежданията на Никодим, също се сблъсква със старейшините.
Никодим остава в Цариград като член на Синода до освобождаването на някоя епархия, в която да бъде преместен. В Цариград е и директор на патриаршеската печатница и председател на настоятелството на патриаршеския седмичен вестник „Еклисиастики Алития“ от 24 март 1902 до 18 април 1903 година. На 30 ноември 1902 година е назначен в управителния съвет на Богословското училище на Халки.

## Визенски, коски, варненски и бурсенски митрополит
На 29 януари 1904 година е избран за визенски митрополит Конкуренти при избора му са Неофит Мосхонисийски и Стефан Мирски. Визенската гръцка община изразява благодарност на Патриаршията за назначението. Никодим пристига във Виза на 13 април 1904 година и е много добре приет от паството. Остава във Виза в продължение на четири години, до 20 февруари 1908 година, когато е прехвърлен в Коска епархия. През май 1908 година се установява на Кос, но не остава дълго там и през юли 1908 година си подава оставка и се заселва на родния си Тенедос.
На 18 юни 1913 година Никодим е избран за митрополит на Варненската епархия, където остава до 24 май 1924 година, когато е прехвърлен в Бурсенска епархия, където остава до 1935 година. От септември 1929 Никодим е за една година отново член на Светия синод. На 7 октомври 1929 е кандидат за вселенски патриарх заедно с Вениамин Никейски и Фотий Деркоски, като получава 12 гласа, а за партриарх е избран Фотий.
Умира на 10 април 1935 година.